# Rembang (Regierungsbezirk)

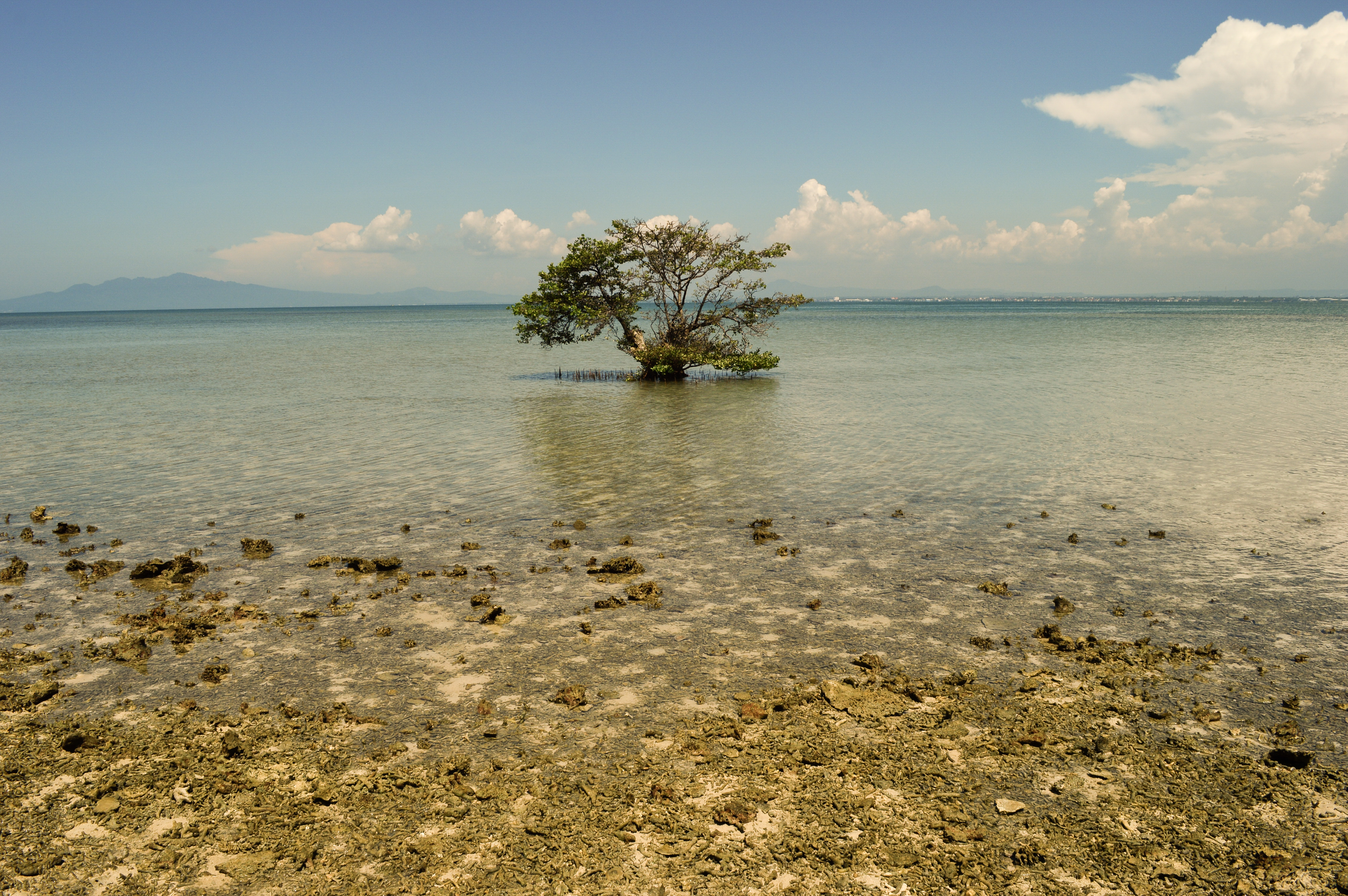
Küstenregion

Rembang ist ein indonesischer Regierungsbezirk (Kabupaten) im Norden der Provinz Jawa Tengah, im Zentrum der Insel Java. Im Juni 2022 leben hier etwa 0,65 Millionen Menschen. Hauptstadt und Regierungssitz des Verwaltungsbezirks ist die Stadt Rembang.
Der Regierungsbezirk erstreckt sich zwischen 111° und 111°30′ ö. L. sowie zwischen  6°30′ und 7°06′ s. Br. Er hat im Westen den Kabupaten Pati, im Süden den Kabupaten Blora und im Osten den Kabupaten Tuban (Provinz Ostjava) als Nachbarn. Im Norden bildet die etwa 60 km lange Küstenlinie zur Javasee eine natürliche Grenze.

## Verwaltungsgliederung
Der Regierungsbezirk wird administrativ in 14 Kecamatan (Distrikte) unterteilt. Eine weitere Unterteilung erfolgt in 294 Dörfer, von denen sieben Kelurahan (Dörfer urbanen Charakters) sind. Sie alle liegen im Distrikt des Verwaltungssitzes Rembang.
| Code 1   | Kecamatan Distrikt | Ibu Kota Verwaltungssitz | Fläche (km²) | Einwohner Census 2010 2 | Volkszählung 2020 | Volkszählung 2020 | Volkszählung 2020 | Anzahl der Dörfer 6 |
| Code 1   | Kecamatan Distrikt | Ibu Kota Verwaltungssitz | Fläche (km²) | Einwohner Census 2010 2 | Einwohner 3       | 0Dichte 40        | Sex Ratio 5       | Anzahl der Dörfer 6 |
| -------- | ------------------ | ------------------------ | ------------ | ----------------------- | ----------------- | ----------------- | ----------------- | ------------------- |
| 33.17.01 | Sumber             | Sumber                   | 78,20        | 33.586                  | 36.804            | 470,6             | 98,4              | 18                  |
| 33.17.02 | Bulu               | Bulu                     | 101,10       | 25.649                  | 28.019            | 277,1             | 101,4             | 16                  |
| 33.17.03 | Gunem              | Gunem                    | 84,74        | 22.743                  | 24.263            | 286,3             | 101,4             | 16                  |
| 33.17.04 | Sale               | Sale                     | 109,02       | 35.756                  | 38.922            | 357,0             | 101,4             | 15                  |
| 33.17.05 | Sarang             | Kalipang                 | 93,83        | 60.063                  | 62.889            | 670,2             | 104,1             | 23                  |
| 33.17.06 | Sedan              | Sidorejo                 | 86,35        | 51.143                  | 55.255            | 639,9             | 104,4             | 21                  |
| 33.17.07 | Pamotan            | Pametan                  | 80,60        | 43.959                  | 49.745            | 617,2             | 103,0             | 23                  |
| 33.17.08 | Sulang             | Sulang                   | 84,81        | 36.764                  | 39.124            | 461,3             | 99,8              | 21                  |
| 33.17.09 | Kaliori            | Tambakagung              | 61,17        | 38.615                  | 42.206            | 690,0             | 98,5              | 23                  |
| 33.17.10 | Rembang            | Leteh                    | 61,55        | 83.942                  | 91.905            | 1.493,2           | 98,9              | 27 / 7 ★            |
| 33.17.11 | Pancur             | Pancur                   | 43,01        | 27.345                  | 30.808            | 716,3             | 102,6             | 23                  |
| 33.17.12 | Kragan             | Balongmulyo              | 67,18        | 58.232                  | 65.499            | 975,0             | 101,7             | 27                  |
| 33.17.13 | Sluke              | Sluke                    | 38,02        | 26.620                  | 29.512            | 776,2             | 100,4             | 14                  |
| 33.17.14 | Lasem              | Soditan                  | 46,12        | 46.942                  | 50.382            | 1.092,4           | 101,0             | 20                  |
| 33.17    | Kab. Rembang       | Rembang                  | 1.035,70     | 591.359                 | 645.333           | 623,1             | 101,2             | 287 / 7             |

## Demographie
Zur Volkszählung im September 2020 lebten im Kabupaten Rembang 645.333 Menschen, davon 320.740 Frauen (49,70 %) und 324.593 Männer. Gegenüber dem letzten Census (2010) sank der Frauenanteil um 0,37 Prozent. 70,92 % (457.668) gehörten 2020 zur erwerbsfähigen Bevölkerung; 21,27 % waren Kinder (bis 14 Jahre) und 7,81 % im Rentenalter (ab 65 Jahren).
Mitte 2022 bekannten sich 99,08 Prozent der Einwohner zum Islam, Christen waren mit 0,82 % (3.048 ev.-luth. / 2.241 röm.-kath.) vertreten und 0,07 % waren Buddhisten. Zur gleichen Zeit waren von der Gesamtbevölkerung 38,92 % ledig; 53,74 % verheiratet; 1,78 % geschieden und 5,56 % verwitwet.

### Bevölkerungsentwicklung
| SP/SUPAS    | 1971         | 1980         | 1990         | 1995         | 2000         | 2005         | 2010         | 2015         | 2020         |
| ----------- | ------------ | ------------ | ------------ | ------------ | ------------ | ------------ | ------------ | ------------ | ------------ |
| Kab Rembang | 367.021      | 442.594      | 513.680      | 538.567      | 559.523      | 563.122      | 591.359      | 618.780      | 645.333      |
| Anteil in % | 1,68 %       | 1,74 %       | 1,80 %       | 1,72 %       | 1,89 %       | 1,74 %       | 1,62 %       | 1,83 %       | 1,76 %       |
| Jawa Tengah | .21.877.081. | .25.372.889. | .28.521.692. | .31.223.258. | .29.653.266. | .32.382.657. | .36.516.035. | .33.753.023. | .36.742.501. |

| Rang unter den 29 Kabupaten der Provinz (06/2022) | Rang unter den 29 Kabupaten der Provinz (06/2022) |
| ------------------------------------------------- | ------------------------------------------------- |
| Fläche                                            | 00014                                             |
| Einwohnerzahl                                     | 00029                                             |
| Dichte                                            | 00027                                             |

- Bevölkerungsentwicklung des Kabupaten Rembang von 1971 bis 2020
- Ergebnisse der Volkszählungen Nr. 3 bis 8 – Sensus Penduduk (SP)
- Ergebnisse von drei intercensalen Bevölkerungsübersichten (1995, 2005, 2015) – Survei Penduduk Antar Sensus (SUPAS)[6]

## Geschichte
Der portugiesische Apotheker Tomé Pires war um 1515 der erste Europäer, der den Namen Rembang erwähnte. Er berichtet insbesondere von der Rolle dieses Hafens im Reis- und Holzhandel. Rembang war auch ein Zentrum für den Schiffbau.
1743 kamen Rembang und die umliegenden Teakwälder unter die Kontrolle der Niederländischen Ostindien-Kompanie. Im Jahr 1750 verlegte die Kompanie die Garnison, die sie in der Stadt Lasem unterhielt, nach Rembang. Im folgenden Jahr wurde Rembang zum Kabupaten erhoben und löste Lasem ab.
Um 1850 wurde Rembang, ebenso wie sein Nachbar Lasem, zu einem Zentrum des Opiumschmuggels.